# Temporada do Clube de Regatas do Flamengo de 2018/Gols e pênaltis
Estas são as estatísticas de gols e pênaltis do Clube de Regatas do Flamengo na temporada de 2018.

## Gols e pênaltis
Referências externas (evitar erros de referências nesta página):  / 

### Gols marcados
A artilharia da temporada:
| #               | Futebolista      | Total | Campeonato Carioca | Copa do Brasil | Campeonato Brasileiro | Copa Libertadores | Partidas | Média |
| --------------- | ---------------- | ----- | ------------------ | -------------- | --------------------- | ----------------- | -------- | ----- |
| 1               | Henrique Dourado | 12    | 3                  | 1              | 6                     | 2                 | 42       | 0,29  |
|                 | Lucas Paquetá    | 12    | 2                  | 0              | 10                    | 0                 | 56       | 0,21  |
| 3               | Éverton Ribeiro  | 10    | 1                  | 1              | 6                     | 2                 | 57       | 0,18  |
|                 | Vinícius Júnior  | 10    | 4                  | 0              | 4                     | 2                 | 32       | 0,31  |
| 5               | Diego            | 8     | 2                  | 0              | 6                     | 0                 | 46       | 0,17  |
| 6               | Uribe            | 6     | 0                  | 0              | 6                     | 0                 | 23       | 0,26  |
| 7               | Éverton          | 3     | 2                  | 0              | 0                     | 1                 | 11       | 0,27  |
|                 | Felipe Vizeu     | 3     | 0                  | 0              | 3                     | 0                 | 11       | 0,27  |
|                 | Rhodolfo         | 3     | 2                  | 0              | 1                     | 0                 | 23       | 0,13  |
|                 | Vitinho          | 3     | 0                  | 0              | 3                     | 0                 | 26       | 0,12  |
| 11              | Geuvânio         | 2     | 2                  | 0              | 0                     | 0                 | 23       | 0,09  |
|                 | Léo Duarte       | 2     | 0                  | 0              | 1                     | 1                 | 49       | 0,04  |
|                 | Lincoln          | 2     | 1                  | 1              | 0                     | 0                 | 22       | 0,09  |
|                 | Renê             | 2     | 0                  | 0              | 2                     | 0                 | 58       | 0,03  |
|                 | Réver            | 2     | 0                  | 0              | 2                     | 0                 | 44       | 0,05  |
|                 | Rodinei          | 2     | 1                  | 0              | 1                     | 0                 | 50       | 0,04  |
|                 | Willian Arão     | 2     | 0                  | 0              | 2                     | 0                 | 32       | 0,06  |
| 18              | Lucas Silva      | 1     | 1                  | 0              | 0                     | 0                 | 2        | 0,50  |
|                 | Marlos Moreno    | 1     | 0                  | 0              | 1                     | 0                 | 35       | 0,03  |
|                 | Matheus Sávio    | 1     | 0                  | 0              | 1                     | 0                 | 5        | 0,20  |
|                 | Paolo Guerrero   | 1     | 0                  | 0              | 1                     | 0                 | 7        | 0,14  |
|                 | Pepê             | 1     | 1                  | 0              | 0                     | 0                 | 3        | 0,33  |
|                 | Thuler           | 1     | 0                  | 0              | 1                     | 0                 | 12       | 0,08  |
|                 |                  |       |                    |                |                       |                   |          |       |
| Gols contra[GC] | Gols contra[GC]  | 4     | 1                  | 1              | 2                     | 0                 | 68       | 0,06  |
| TOTAL           | TOTAL            | 94    | 23                 | 4              | 59                    | 8                 | 68       | 1,37  |

GC. ^ Kadu Fernandes (Boavista-RJ, final da Taça Guanabara), Bruno Henrique (Santos, 15ª rodada do Campeonato Brasileiro), Luiz Gustavo (Vasco da Gama, 25ª rodada do Campeonato Brasileiro) e Henrique (Corinthians, volta da semifinal, Copa do Brasil)
Em itálico os futebolistas que não atuavam mais pelo clube, ao final da temporada
     Os melhores, em cada critério, dentro desta lista
Última atualização em 25 de dezembro de 2018.

#### Hat-tricks
Nenhum futebolista do Flamengo fez um hat-tricks nesta temporada.
Última atualização em 25 de dezembro de 2018.

### Gols sofridos
Estes são os gols sofridos pelo Flamengo:
| 1     | Diego Alves     | 32 | 7 | 3 | 16 | 6 | 44 | 0,73 |  |  |
| 2     | César           | 14 | 1 | 0 | 13 | 0 | 18 | 0,78 |  |  |
| 3     | Gabriel Batista | 0  | 0 | 0 | 0  | 0 | 3  | 0,00 |  |  |
|       | Júlio César     | 0  | 0 | 0 | 0  | 0 | 2  | 0,00 |  |  |
|       |                 |    |   |   |    |   |    |      |  |  |
| TOTAL | TOTAL           | 46 | 8 | 3 | 29 | 6 | 68 | 0,68 |  |  |

Em itálico os futebolistas que não atuavam mais pelo clube, ao final da temporada
     Os "piores", em cada critério, dentro desta lista
Última atualização em 25 de dezembro de 2018.

#### Gols contra
Nenhum futebolistas do Flamengo marcou gols contra nesta temporada.
Última atualização em 25 de dezembro de 2018.

### Pênaltis cometidos
Estes foram os pênaltis cometidos por futebolistas do Flamengo:
|   | Futebolista         | Pênalti                      | Mandante    | Placar | Visitante  | Data        | Competição | Etapa      | Ref.  |
| - | ------------------- | ---------------------------- | ----------- | ------ | ---------- | ----------- | ---------- | ---------- | ----- |
| 1 | Rodinei (1)         | Erro (Defesa de Diego Alves) | Flamengo    | 4 – 0  | Portuguesa | 18 de março | Taça Rio   | 6ª rodada  | [ 3 ] |
| 2 | Éverton Ribeiro (1) | Convertido                   | Vitória     | 2 – 2  | Flamengo   | 14 de abril | Brasileiro | 1ª rodada  | [ 2 ] |
| 3 | Jonas (1)           | Convertido                   | Chapecoense | 3 – 2  | Flamengo   | 13 de maio  | Brasileiro | 5ª rodada  | [ 4 ] |
| 4 | Rodinei (2)         | Erro (Defesa de Diego Alves) | Grêmio      | 2 – 0  | Flamengo   | 4 de agosto | Brasileiro | 17ª rodada | [ 5 ] |

Última atualização em 25 de dezembro de 2018.

### Pênaltis sofridos
Estes são os pênaltis a favor do Flamengo:
|   | Futebolista          | Pênalti | Mandante    | Placar | Visitante   | Data            | Competição            | Etapa      | Ref.   |
| - | -------------------- | ------- | ----------- | ------ | ----------- | --------------- | --------------------- | ---------- | ------ |
| 1 | Henrique Dourado (1) | 74'     | Flamengo    | 4 – 0  | Madureira   | 21 de fevereiro | Taça Rio              | 1ª rodada  | [ 6 ]  |
| 2 | Henrique Dourado (2) | 53'     | Flamengo    | 2 – 2  | River Plate | 28 de fevereiro | Copa Libertadores     | 1ª rodada  | [ 7 ]  |
| 3 | Henrique Dourado (3) | 59'     | Flamengo    | 4 – 0  | Portuguesa  | 18 de março     | Taça Rio              | 6ª rodada  | [ 3 ]  |
| 4 | Henrique Dourado (4) | 48'     | Atlético-GO | 1 – 3  | Flamengo    | 7 de abril      | Amistoso              |            | [ 1 ]  |
| 5 | Henrique Dourado (5) | 35'     | Flamengo    | 2 – 0  | América-MG  | 21 de abril     | Campeonato Brasileiro | 2ª rodada  | [ 8 ]  |
| 6 | Henrique Dourado (6) | 29'     | Fluminense  | 0 – 2  | Flamengo    | 7 de junho      | Campeonato Brasileiro | 10ª rodada | [ 9 ]  |
| 7 | Diego (1)            | 56'     | Flamengo    | 2 – 0  | Chapecoense | 8 de setembro   | Campeonato Brasileiro | 24ª rodada | [ 10 ] |

Última atualização em 25 de dezembro de 2018.